# Албани
А́лбани (англ. Albany) — город в Западной Австралии. Население — 29 373 человек (2016). Вместе с городом к муниципалитету (Сити-оф-Албани) относятся несколько поселений на побережье.

## История
В 1826 году в Албани была основана первая исправительная колония в Западной Австралии. В следующем году был поднят британский флаг, и поселение получило название Фредерикстаун в честь Фредерика, герцога Йоркского и Олбани. Фредерикстаун стал военным форпостом Нового Южного Уэльса, а примерно в 1831 году был переименован в Албани.
С 1851 по 1880 годы Албани являлся важным портовым городом, так как корабли на рейсах между английскими колониями на востоке Австралии и Европой пополняли запасы в Албани. С появлением более мощных кораблей необходимость в этом перевалочном пункте отпала, и порт утратил своё экономическое значение. С открытием в 1889 году железной дороги между Албани и Пертом начался новый экономический подъём, который, однако, сошёл на нет после расширения порта во Фримантле.
В конце XIX века Албани стал важным центром китобойного промысла. В бухтах близ Албани были построены китобойные станции Чейн-Бич и Френчмен-Бей. Китобойный промысел быстро стал ведущей отраслью Албани.
В 1970-х годах начинают возникать проблемы с продажей продукции из китового мяса и жира, а всё большее число людей стало осознавать негативные последствия китобойного промысла. Наконец, китобойный промысел был запрещён в водах Австралии, а в 1978 году китобойный промысел вообще прекратил своё существование после закрытия в стране последней китобойной станции. В то же время, наблюдение за китами (с июля по октябрь) стало главной достопримечательностью для небольшой, но растущей индустрии туризма в Албани.

## География
Албани расположен в 408 км к юго-юго-востоку от Перта на крайнем западе Большого Австралийского залива. Поблизости расположен хребет Стерлинг.

### Климат
Климат в Албани относят к средиземноморскому, с тёплой влажной зимой (июнь-август: +15,5°С — +16,5 °C) и тёплым летом (декабрь-март: +22,0° — +23,0 °C). В год выпадает 930—940 мм осадков — в виде дождей. Экстремальные температуры — от +0,1 °C до +44,8 °C

## Экономика
Албани является важным экономическим центром на юго-западе Австралии. В экономическом плане город специализируется на лесном хозяйстве, рыболовстве, виноделии и туризме.

### Транспорт
Есть городское и пригородное автобусное сообщение. Междугородние автобусные маршруты направлены в основном в сторону Перта. До Перта осуществляются также авиарейсы из аэропорта Албани, имеющего исключительно региональное значение. До недавнего времени Албани и Перт связывало ещё и железнодорожное сообщение. В 1978 году железнодорожный вокзал был закрыт, а в 1994 году в здании железнодорожного вокзала начал работу туристический информационный центр, и он стал использоваться транспортной пассажирской компанией Transwa только в качестве автовокзала.

## Достопримечательности
Албани расположен в естественной гавани Принцес-Ройял в бухте Кинг-Джордж. Местность и её окрестности имеют разнообразный ландшафт с гранитными скалами и песчаными пляжами. С западного холма Мелвилл (157 м) и восточного Кларенс (186 м) открывается прекрасный вид на Албани. В гавани расположен музейный комплекс, который напоминает об истории этого места как портового города и китобойной станции. В 1831 году была построена ферма на Строберри-Хилл, она стала одним из первых каменных зданий в городе, а возведённая в 1840-х годах англиканская церковь Св. Иоанна, является первой церковью в Западной Австралии.
В национальном парке Торндирруп есть несколько природных прибрежных достопримечательностей, таких как природный каменный мост и скальный разрыв. Вдоль побережья и во внутренних районах штата находятся многочисленные национальные парки. Среди них выделяется национальный парк Стерлинг-Рейндж, который расположен примерно в 90 км к северу от Албани. Особый климат делает его одним из самых важных ботанических регионов мира. На склонах хребта Стерлинг встречается более 1500 различных видов растений, 90 из которых являются эндемическими. Здесь также находится самая высокая точка юго-западной части Западной Австралии — Блафф-Нолл (1906 м). На её вершине можно увидеть снегопад зимой, явление, которое в других местах Западной Австралии встречается крайне редко.
В 2001 году у побережья Албани был затоплен эсминец HMAS Perth королевского Военно-морского флота. Это затонувшее судно в качестве искусственного рифа является популярным местом отдыха дайверов.